# Josef Stecker
Josef Stecker (* 7. Dezember 1916 in Wehm; † 24. Januar 2008 in Meppen) war ein deutscher Jurist und Politiker (CDU).

## Leben und Beruf
Josef Stecker wurde als Sohn eines Hümmlinger Lehrers geboren, der sich in der Zentrumspartei engagierte. Nach dem Besuch der Volksschule in Wehm, der Rektoratsschule in Werlte und dem Abitur 1935 am Gymnasium in Meppen begann er ein Studium der Rechtswissenschaften an der Westfälischen Wilhelms-Universität in Münster. Er wurde dort Mitglied der W.K.St.V. Unitas Winfridia Münster. 1939 legte er das erste juristische Staatsexamen in Hamm ab und wurde Rechtsreferendar beim Amtsgericht Sögel. Im Oktober 1939 wurde er zur Luftwaffe eingezogen. Von 1939 bis 1945 nahm er als Soldat der Luftwaffe am Zweiten Weltkrieg teil. Zuletzt erhielt er die Beförderung zum Leutnant.
Nach seiner Entlassung aus der Kriegsgefangenschaft – er überlebte die Gefangenschaft in einem der Rheinwiesenlager – setzte Stecker sein Referendariat im Februar 1946 fort. 1947 wurde er mit der Dissertation „Der Betrug, insbesondere im Landgerichtsbezirk Osnabrück“ zum Dr. jur. promoviert und bestand 1948 das zweite juristische Staatsexamen. Anschließend trat er in den niedersächsischen Verwaltungsdienst ein und arbeitete zunächst als Anwaltsassessor in Oldenburg. Er war von 1949 bis 1952 bei der Regierung in Osnabrück tätig und fungierte von 1952 bis 1961 als Oberkreisdirektor des Kreises Meppen. In diesen Jahren wurden mithilfe des Emslandplans die bis dahin wirtschaftlich rückständige und verkehrsmäßig vernachlässigte Region erschlossen, wobei sich Stecker gegen eine rein agrarische Ausrichtung des Plans einsetzte. So legte er großen Wert auch auf den Ausbau des Schulwesens, kultureller Institutionen und der Verkehrswege. Insbesondere lag ihm der Anschluss des Emslandes an das Autobahnnetz am Herzen, sodass er die Fertigstellung der BAB 31 am 19. Dezember 2004 persönlich mitfeierte.
Von 1969 bis 1983 war er Präsident des Sparkassen- und Giroverbandes Niedersachsen und wurde in viele Ämter des Finanzsektors berufen, etwa als Vorsitzender in den Aufsichtsrat der Nord/LB. Daneben engagierte sich Stecker in der Heimatpflege, war von 1952 bis 1995 Vorsitzender des Emsländischen Heimatbundes und gleichzeitig Beiratsmitglied des Niedersächsischen Heimatbundes (NHB). Von 1979 bis 1995 fungierte er als Präsident der Emsländischen Landschaft. In diesen Funktionen förderte er die wissenschaftliche Erforschung der regionalen Vergangenheit und trat selbst mit entsprechenden Veröffentlichungen hervor. Seit 1983 wieder in Meppen wohnhaft, widmete er sich mit großem Einsatz dem Kulturleben. Neben der Heimatbewegung und -forschung galt sein Engagement der barocken Wiederherstellung des Schlosses Clemenswerth, dem Theaterpädagogischen Zentrum in Lingen und dem Aufbau einer regionalgeschichtlichen Bibliothek, der heutigen Bücherei des Emsländischen Heimatbundes.
Er engagierte sich für zahlreiche Sozialprojekte im Heiligen Land. 1972 wurde er von Kardinal-Großmeister Eugène Kardinal Tisserant zum Ritter des Ritterordens vom Heiligen Grab zu Jerusalem ernannt und am 13. Mai 1972 durch Lorenz Kardinal Jaeger, Großprior der deutschen Statthalterei, investiert. Er war Leitender Komtur der Komturei Osnabrück.
Stecker heiratete am 6. Juni 1950 die gebürtige Werlterin Agnes Kuhlmann. Aus der Ehe gingen sieben Kinder hervor.

## Partei
Stecker trat nach 1945 in die CDU ein. Er war Vorsitzender des CDU-Bezirksverbandes Osnabrück-Emsland und stellvertretender Vorsitzender des CDU-Landesverbandes Hannover.

## Abgeordneter
Stecker war von 1957 bis 1969 Mitglied des Deutschen Bundestages. Er ist stets als direkt gewählter Abgeordneter des Wahlkreises Emsland in den Bundestag eingezogen.
Er gehörte zwischenzeitlich dem Niedersächsischen Landtag an, in den er 1963 gewählt wurde. Am 12. Juni 1963 legte er das Landtagsmandat nieder, um seine Arbeit als Bundestagsabgeordneter fortsetzen zu können.

## Ehrungen
- 1968: Verdienstkreuz 1. Klasse des Verdienstordens der Bundesrepublik Deutschland
- 1972: Ritter vom Heiligen Grab
- 1976: Großes Verdienstkreuz des Verdienstordens der Bundesrepublik Deutschland
- 1983: Großes Verdienstkreuz mit Stern des Verdienstordens der Bundesrepublik Deutschland
- 1993: Emsland-Medaille des Landkreises Emsland
- 2004: Landschaftsmedaille der Emsländischen Landschaft